# Lolwah Al-Khater
Lolwah Al-Khater (arabe: لولوة راشد الخاطر ) (née au Qatar) est une femme politique qatarienne. Elle est vice-ministre et porte-parole du ministère des Affaires étrangères,,,. Depuis mars 2023, elle occupe le poste de ministre d’État chargée de la Coopération internationale au sein du ministère des Affaires étrangères. En outre, elle est membre du conseil consultatif de l'Université de Georgetown au Qatar.

## Biographie
Lolwah Al-Khater a obtenu une maîtrise en informatique et a commencé sa carrière comme ingénieure dans l'industrie pétrolière et gazière. Elle a ensuite poursuivi une maîtrise en politiques publiques, spécialisée en politiques publiques et en islam. Elle est connue comme chargée de cours à temps partiel à l'Institut d'études supérieures de Doha (ang: Doha Institute for Graduate Studies) et associée de recherche au Forum d'Oxford sur le golfe et la péninsule arabique au St Antony's College de l'Université d'Oxford. De plus, elle est actuellement candidate au doctorat à l'Université d'Oxford, se concentrant sur les études orientales et recherchant l'intersection de l'islam et de la modernité au sein du mouvement arabe Nahda,.

## Carrière
Lolwah Al-Khater a rejoint le ministère qatari des Affaires étrangères en tant que ministre plénipotentiaire. Avant d'occuper ce poste, elle a été directrice de la planification et de la qualité à l'Autorité du tourisme du Qatar et chef de projet de recherche à la Fondation du Qatar pour l'éducation, la science et le développement communautaire.
En 2017, elle a été nommée porte-parole du ministère des Affaires étrangères par Cheikh Mohammed ben Abderrahmane Al-Thani, première femme à occuper ce poste. Cette nomination a été citée comme une avancée importante dans la représentation des femmes au sein du gouvernement qatari.
En 2019, elle est nommée le ministre adjointe des Affaires étrangères par l'émir Tamim ben Hamad Al Thani.
En 2020, au milieu de la pandémie de COVID-19, elle a fourni des informations quotidiennes au public sur Qatar TV en sa qualité de porte-parole du Comité suprême pour la gestion des crises au Qatar,.
En mars 2023, elle a été nommée le ministre d'État chargée de la Coopération internationale au ministère des Affaires étrangères par Cheikh Tamim ben Hamad Al Thani,.
Après le début du conflit Israël-Hamas en 2023, Al-Khater est entré dans l’histoire en tant que premier dignitaire étranger à visiter la bande de Gaza sous blocus le 26 novembre 2023. Au cours de sa visite, elle a évalué l’acheminement contesté de l’aide, a interagi avec des Palestiniens blessés et a engagé des discussions avec Wael Al-Dahdouh, chef du bureau d’Al Jazeera à Gaza.
De plus, en mars 2024, après que la médiation efficace du Qatar ait permis la réunification des enfants avec leurs familles dans le contexte du conflit russo-ukrainien, Son Excellence Al-Khater a transmis l'appréciation de la nation à la Russie et à l'Ukraine pour leur collaboration et leur dévouement visant à assurer la sécurité et le bien-être des enfants. Elle a félicité la Russie pour avoir offert des soins et des soins médicaux aux enfants pendant leur séjour là-bas et a exprimé sa gratitude à la commissaire aux droits de l'enfant, Maria Lvova-Belova, et au commissaire du Parlement ukrainien aux droits de l'homme, Dmytro Lubinets, pour leur rôle notable dans la facilitation des retrouvailles réussies.
Le 30 juin 2024, Son Excellence a rencontré l'Envoyé spécial des États-Unis pour les femmes afghanes, les filles et les droits de l'homme, Son Excellence Rina Amiri. Elles ont discuté de la coopération bilatérale, des défis auxquels sont confrontés les femmes, l'importance de la stabilité économique et les initiatives pour autonomiser les femmes en Afghanistan. L'envoyé spécial américain a exprimé sa gratitude pour le Qatar accueillant la 3e réunion des envoyés spéciaux sur l'Afghanistan,.
En août 2024, Son Excellence Lolwah Bint Rashid Al Khater et Philippe Lazzarini de l'Office de secours et de travaux des Nations unies pour les réfugiés de Palestine dans le Proche-Orient se sont réunis pour discuter de la relation coopérative entre le Qatar et l'UNRWA. Leurs discussions comprenaient des mises à jour sur la situation dans la bande de Gaza et les territoires palestiniens occupés, ainsi que des stratégies pour surmonter les obstacles à la livraison de l'aide humanitaire à Gaza.
Le 17 septembre 2024, Son Excellence a rencontré l'ambassadeur de France au Qatar, Jean-Baptiste Favre. Ils ont discuté du renforcement de la coopération bilatérale et des derniers développements dans les efforts de médiation conjointe pour mettre fin à la guerre contre Gaza, garantir la libération de prisonniers et de détenus, et fournissent une aide humanitaire durable à travers la bande.
Le 11 novembre 2024, Son Excellence a tenu une réunion avec le ministre de l'Éducation et l'enseignement supérieur de la Palestine, Son Excellence Amjad Barham. Ils ont discuté des développements récents dans la bande de Gaza et les territoires palestiniens occupés, en se concentrant sur les défis auxquels le secteur éducatif de la Palestine est confronté.